# Чельцов, Михаил Михайлович
Михаил Михайлович Чельцов (1858—1928) — русский врач-терапевт.

## Биография
Родился в 1858 году. Образование получил на физико-математическом факультете Санкт-Петербургского университета и в Санкт-Петербургской медико-хирургической академии. В службе состоял с 1 января 1884 года; первый классный чин получил 5 апреля 1886 года; состоял ординатором клиники профессора Боткина.
В 1886 году за диссертацию «О значении горьких средств в пищеварении и усвоении азотистых веществ» (СПб.: тип. М. М. Стасюлевича, 1886. — [2], 80 с.) был удостоен степени доктора медицины и в 1889 году стал приват-доцентом военно-медицинской академии по клинике внутренних болезней; с 1890 года — заведующий терапевтическим отделением (затем и помощник главного доктора) Александровской больницы в память 19 февраля 1861 года. Также, с 1891 года состоял консультантом по учреждениям Ведомства императрицы Марии; после 1906 года — врач городской больницы Св. Марии Магдалины. Был редактором «Трудов Общества русских врачей в Санкт-Петербурге».
С 17 апреля 1905 года — действительный статский советник. Был награждён орденами Св. Станислава 1-й ст. (1910) и 2-й ст. (1897), Св. Анны 2-й ст. (1900), Св. Владимира 3-й ст. (1910) и 4-й ст. (1903).
Кроме диссертации, были напечатаны его сочинения: «О влиянии острых ароматических веществ (пряностей) на желудочное пищеварение, отделение желудочного сока и желчи» («Газета Боткина», 1886), «Влияние condurango на отделение пищеварительных соков» (СПб.: тип. М. М. Стасюлевича, 1888); «О влиянии винного спирта на отделение желчи» (1889); «Лечение скорбутных (цинготных) больных строго молочной диетой» («Газета Боткина», 1890); «Стирон при хроническом гнойном воспалении среднего уха» (СПб.: тип. М. М. Стасюлевича, 1890); «О переходе пищи из желудка в двенадцатиперстную кишку вообще и влиянии на него некоторых лекарственных веществ» (СПб.: тип. М. М. Стасюлевича, 1891. — 54 с. : ил.) и ряд статей в медицинских журналах.
В адресной книге «Весь Ленинград» за 1926 год был указан как специалист-оториноларинголог. Умер в 1928 году.